# Acideres ricaudii
Acideres ricaudii är en skalbaggsart som beskrevs av Guérin-Méneville 1858. Acideres ricaudii ingår i släktet Acideres och familjen långhorningar. Inga underarter finns listade i Catalogue of Life.